# Голубка Юрій Петрович
Голубка Юрій Петрович (нар. 31 травня 1996, Миколаїв, Львівська область, Україна) — український футболіст, півзахисник.

## Життєпис
Юрій Голубка народився 31 травня 1996 року. Розпочинав свій футбольний шлях у дитячій команді СДЮШОР-4 (м. Львів), в складі якої відіграв дебютний сезон у чемпіонаті ДЮФЛ України. З 2009 по 2012 рік — виступав у Дитячо-юнацькій футбольній лізі в юнацькому складі харківського «Металіста», де був основним гравцем в чемпіонатах ДЮФЛ: провів 48 матчів і забив 31 гол (8 — з пенальті).
З 2012 по 2014 рік був заявлений за харківський «Металіст» (за який зіграв 62 матчі і забив 16 голів ігор у різних молодіжніх чемпіонатах і чемпіонаті дублерів). У першій половині 2015 року перейшов у донецький «Шахтар», за який відіграв 11 матчів (1 гол) у молодіжному чемпіонаті.
З кінця липня нинішнього року — гравець рівненського «Вересу». Згодом на правах оренди грав у аматорській лізі Польщі за «Оржел» (Зліниці), грузинському «Зугдіді» та азербайджанському «Шювалані».
Після повернення в Україну грав у «Калуші» спочатку в аматорському чемпіонаті, а потім — у другій лізі. Наприкінці 2018 року за обопільною згодою сторін розірвав контракт із калуським клубом, після чого від керівництва та головного тренера Руслана Брунца отримав пропозицію перейти до «Демні». Не маючи інших варіантів, футболіст продовжив кар'єру на аматорському рівні.
У серпні 2019 року приєднався до естонської команди «Нарва-Транс». Маючи проблеми з відзаявкою з минулої команди, Юрій надто пізно став вільним агентом, тож не зміг дозаявитися у літнє трансферне вікно. Через це з командою лише тренувався, так і не зігравши жодної гри.
Влітку 2020 року став гравцем латвійської «Єлгави». У вищому дивізині чемпіонату Латвії дебютував 16 червня 2020 року у грі з клубом «Тукумс 2000», вийшовши на заміну на 66-й хвилині і вже через 17 хвилин з передачі іншого українця Юрія Захарківа забив свій перший та єдиний гол за команду.
Згодом знову грав в Україні на аматорському рівні у клубах «Демня» та «Миколаїв» з Львівської області. Після цього грав у другій лізі України за МФК «Миколаїв».
Влітку 2023 року став гравцем першолігового «Металіста».

## Особисте життя
Його батько, Петро Голубка, також був футболістом.